# Duty Now for the Future
Duty Now for the Future (англ. Сегодняшний долг будущему) — второй студийный альбом американской рок-группы Devo, выпущенный в 1979 году компанией Warner Bros. Records. Альбом существенно повлиял на развитие новой волны и стал новаторским альбомом жанра. Звучание данного альбома стало переходным этапом группы от панк-рока и арт-панка к новой волне и синти-попу, что отразилось на всех последующих альбомах группы.
В основу альбома вошли песни, написанные группой в 1975—1978 годах.

## Описание альбома
Продюсером второго альбома стал Кен Скотт. Так же, как и Брайан Ино (продюсер первого альбома группы), Скотт работал с Дэвидом Боуи, которому группа «Devo» очень нравилась. Сам Скотт позже признавался, что музыканты альбом записывались в студии очень профессионально и что ему нравилось наблюдать за самим процессом записи.
Тексты песен группы имеют пародийно-сатирический характер, в частности, пародии на научно-фантастические сюжеты, хотя, например, песня «Triumph of the Will» отсылает к документальному фильму о фашистской Германии 30-х годов и является, фактически, антифашистской песней. Несмотря на это, в дальнейшем критики обвиняли группу в пропаганде фашизма в альбомах «New Traditionalists» и «Oh, No! It’s Devo». Ещё с первого альбома группа выделялась своим китчево-футуристическим имиджем.
Большинство композиций альбома были написаны лидером группы Марком Мазерсбо, в отличие от предыдущего альбома, где почти весь материал альбома был написан им вместе с басистом и софронтменом Джеральдом Касале. В отличие от того же первого альбома, второй альбом не имел хитов и широкой популярности не снискал, однако, критики выделили новаторский подход группы, изменение в музыкальном направлении и звучании: основными инструментами в альбоме являлись синтезаторы, однако, бас-гитара, гитара и ударные ещё не отошли на второй план. Ближе к середине 80-х годов музыка Devo стала полностью электронной, и только записи группы 1973—1978 года выдержаны на сугубо инструментальной музыке, близкой к арт-панку.
Критики также отметили звучание альбома, назвав альбом «возможно, одним из первых полноценных нью-вейв альбомов». Так же альбом имеет культурную ценность и в панк-среде.
Песня «Secret Agent Man» является кавер-версией песни Джонни Риверса. Песня была записана в характерной для группы тогда пост-панк обработке, в результате чего после выхода альбома в 1979 году песню ошибочно приписывали авторству Devo.

## Список композиций
| №   | Название                             | Автор(ы)                                    | Длительность |
| --- | ------------------------------------ | ------------------------------------------- | ------------ |
| 1.  | «Devo Corporate Anthem»              | Марк Мазерсбо                               | 1:16         |
| 2.  | «Clockout»                           | Джеральд Касале                             | 2:48         |
| 3.  | «Timing X»                           | Марк Мазерсбо                               | 1:13         |
| 4.  | «Wiggly World»                       | Джеральд Касале, Марк Мазерсбо              | 2:45         |
| 5.  | «Blockhead»                          | Марк Мазерсбо, Боб Мазерсбо                 | 3:00         |
| 6.  | «Strange Pursuit»                    | Марк Мазерсбо, Джеральд Касале              | 2:45         |
| 7.  | «S.I.B. (Swelling Itching Brain)»    | Марк Мазерсбо                               | 4:27         |
| 8.  | «Triumph of the Will»                | Марк Мазерсбо, Джеральд Касале              | 2:19         |
| 9.  | «The Day My Baby Gave Me a Surprize» | Марк Мазерсбо                               | 2:42         |
| 10. | «Pink Pussycat»                      | Марк Мазерсбо, Боб Мазерсбо                 | 3:12         |
| 11. | «Secret Agent Man»                   | Пи-Эф Слоун, Стив Барри, ар. Марка Мазерсбо | 3:37         |
| 12. | «Smart Patrol / Mr DNA»              | Марк Мазерсбо, Джеральд Касале              | 6:06         |
| 13. | «Red Eye»                            | Марк Мазерсбо, Джеральд Касале              | 2:50         |

## Участники записи
- Марк Мазерсбо — вокал, гитара, клавишные
- Джеральд Касале — бас-гитара, клавишные, вокал
- Боб Мазерсбо — гитара, вокал
- Боб Касале — гитара, клавишные, вокал
- Алан Майерс — ударные